# Caramos
Caramos é uma localidade portuguesa do Município de Felgueiras que foi sede da extinta Freguesia de Caramos, freguesia que tinha 3,26 km² de área e 1 854 habitantes (2011), e, por isso, uma densidade populacional de 568,7 hab./km².
A Freguesia de Caramos foi extinta em 2013, no âmbito de uma reforma administrativa nacional, para, em conjunto com a Freguesia de Macieira da Lixa, formar uma nova freguesia denominada União das Freguesias de Macieira da Lixa e Caramos com a sede em Macieira da Lixa.

## População
| População da freguesia de Caramos | População da freguesia de Caramos | População da freguesia de Caramos | População da freguesia de Caramos | População da freguesia de Caramos | População da freguesia de Caramos | População da freguesia de Caramos | População da freguesia de Caramos | População da freguesia de Caramos | População da freguesia de Caramos | População da freguesia de Caramos | População da freguesia de Caramos | População da freguesia de Caramos | População da freguesia de Caramos | População da freguesia de Caramos |
| --------------------------------- | --------------------------------- | --------------------------------- | --------------------------------- | --------------------------------- | --------------------------------- | --------------------------------- | --------------------------------- | --------------------------------- | --------------------------------- | --------------------------------- | --------------------------------- | --------------------------------- | --------------------------------- | --------------------------------- |
| 1864                              | 1878                              | 1890                              | 1900                              | 1911                              | 1920                              | 1930                              | 1940                              | 1950                              | 1960                              | 1970                              | 1981                              | 1991                              | 2001                              | 2011                              |
| 532                               | 562                               | 626                               | 654                               | 729                               | 796                               | 768                               | 794                               | 966                               | 1 105                             | 1 267                             | 1 517                             | 1 832                             | 1 974                             | 1 854                             |

| Distribuição da População por Grupos Etários | Distribuição da População por Grupos Etários | Distribuição da População por Grupos Etários | Distribuição da População por Grupos Etários | Distribuição da População por Grupos Etários | Distribuição da População por Grupos Etários | Distribuição da População por Grupos Etários | Distribuição da População por Grupos Etários | Distribuição da População por Grupos Etários | Distribuição da População por Grupos Etários |
| -------------------------------------------- | -------------------------------------------- | -------------------------------------------- | -------------------------------------------- | -------------------------------------------- | -------------------------------------------- | -------------------------------------------- | -------------------------------------------- | -------------------------------------------- | -------------------------------------------- |
| Ano                                          | 0-14 Anos                                    | 15-24 Anos                                   | 25-64 Anos                                   | > 65 Anos                                    |                                              | 0-14 Anos                                    | 15-24 Anos                                   | 25-64 Anos                                   | > 65 Anos                                    |
| 2001                                         | 418                                          | 362                                          | 1 026                                        | 168                                          |                                              | 21,2%                                        | 18,3%                                        | 52,0%                                        | 8,5%                                         |
| 2011                                         | 308                                          | 248                                          | 1 082                                        | 216                                          |                                              | 16,6%                                        | 13,4%                                        | 58,4%                                        | 11,7%                                        |

## Património[3]
- Calvário (Porto) ou Via Sacra e Capela do Encontro
- Via Romana Mouta-Espiúca
- Calçada Medieval Piedade – Mosteiro de Caramos

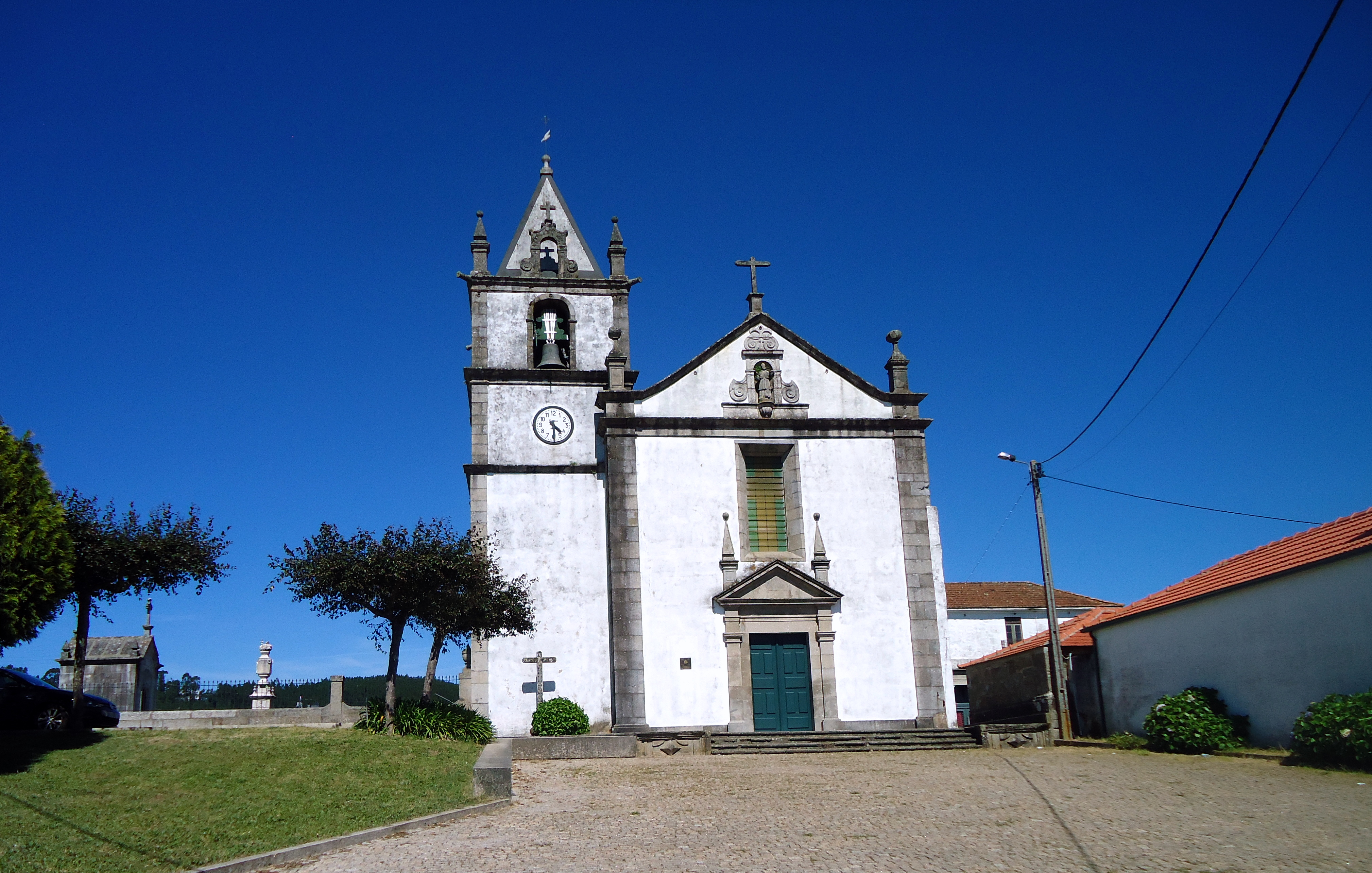
Felgueiras Igreja de Caramos São Martinho2

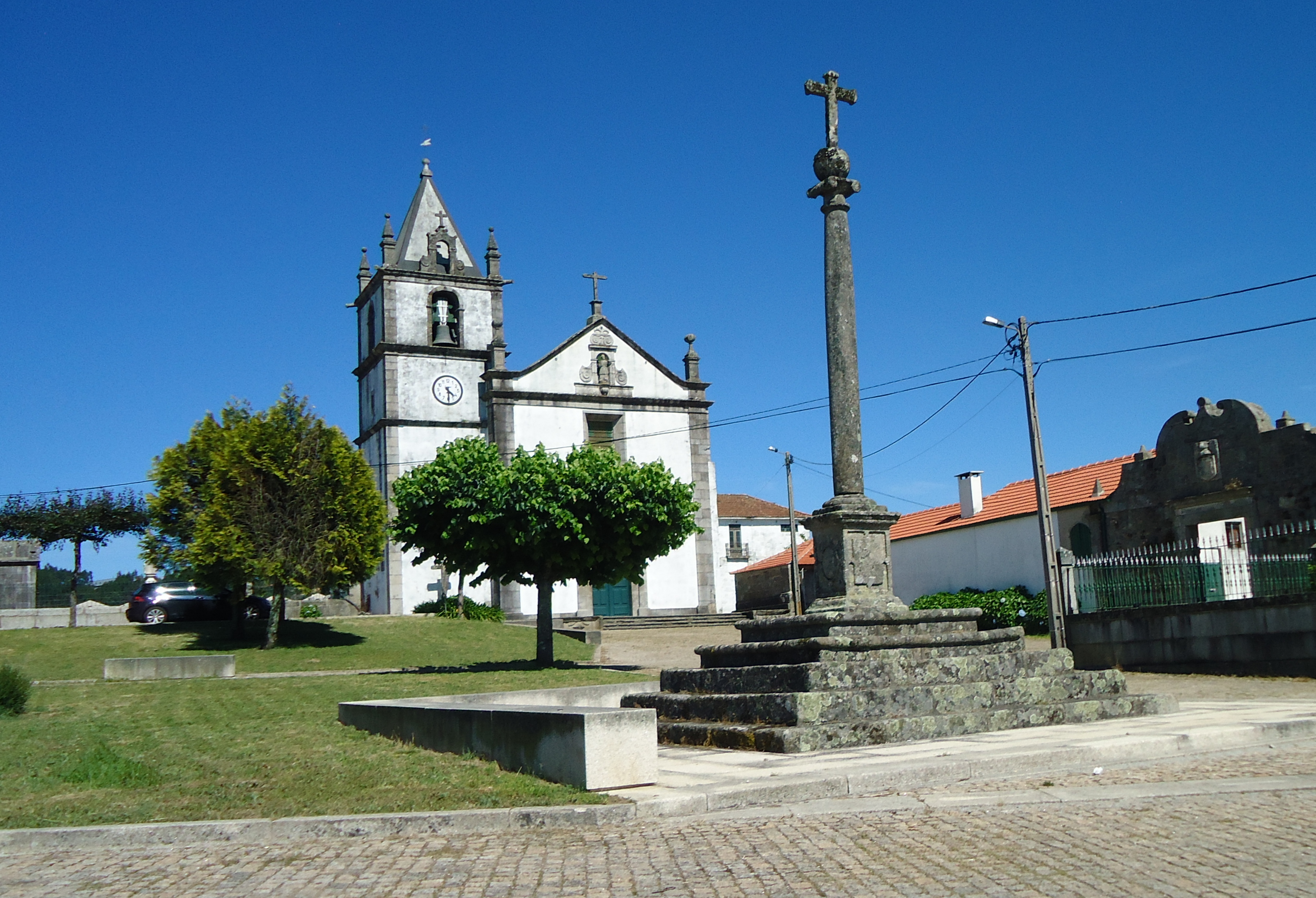
Felgueiras Igreja de Caramos

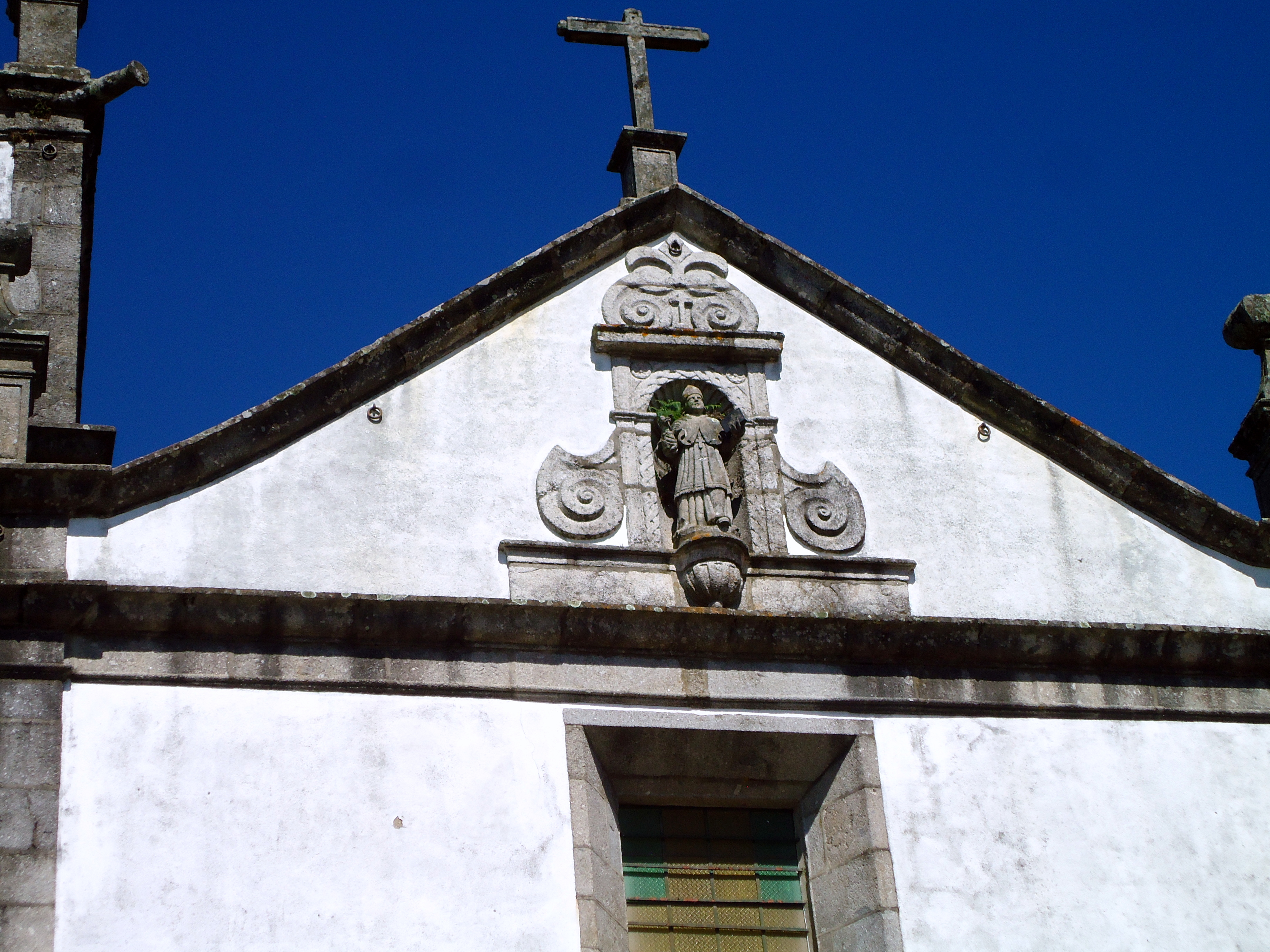
Felgueiras Igreja de Caramos São Martinho

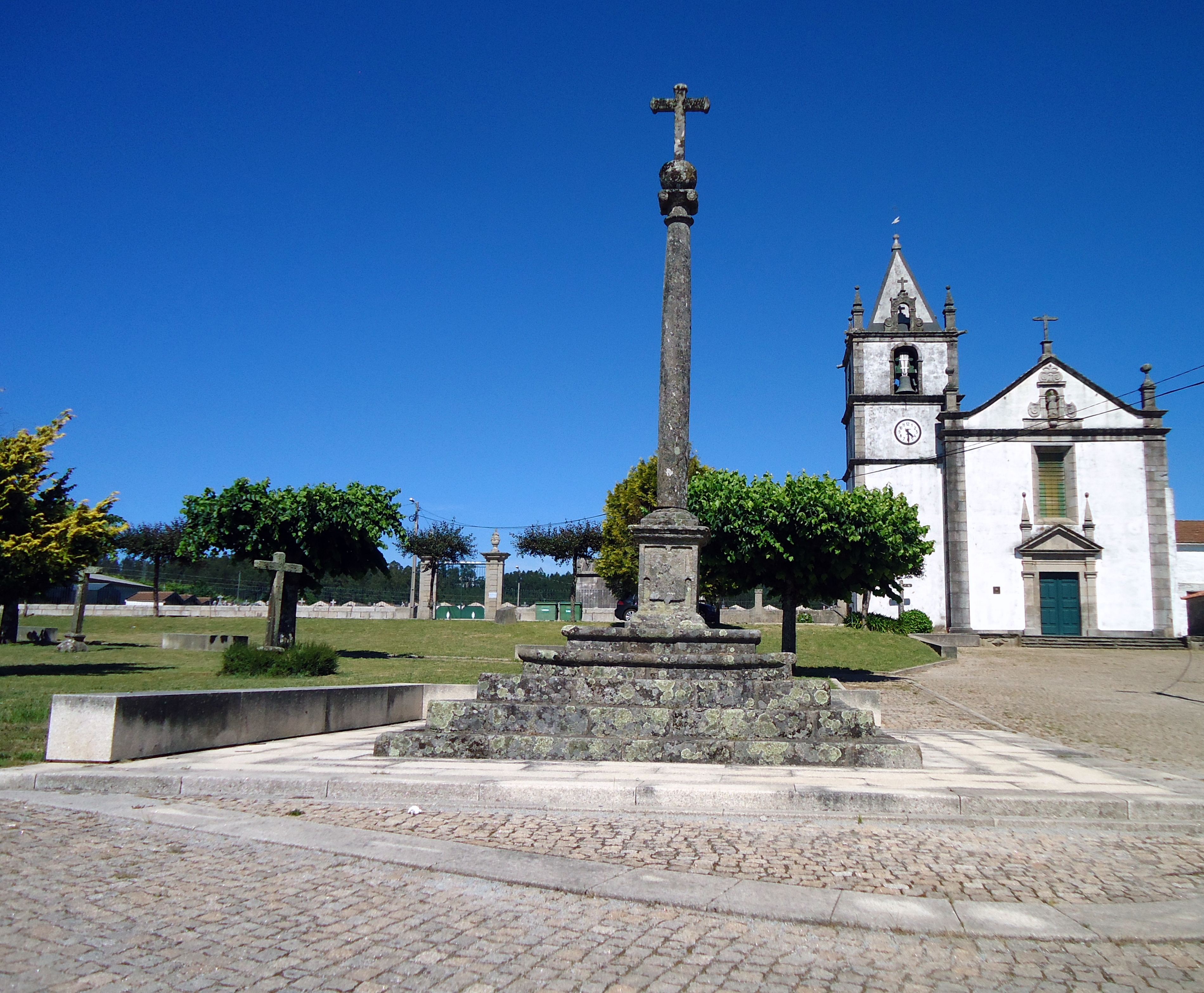
Felgueiras Igreja de Caramos São Martinho1